# 非言语交际
非言语交际（英語：Nonverbal communication）或譯非語文溝通，是社會心理學中的概念，指人在傳達訊息時，會使用語言、文字以外的媒介，例如臉部表情、肢體語言或音調等，來輔助說明語文的意旨。人類對事物的印象受外在形體影響至深，即使人們理智知道不應以貌取人、事或物，但仍會在潛意識中受第一印象影響。通常我們先注意一個人的語言或文字，因為這是最方便判別的外顯特徵。但因為語文表達終有不足，所以我們會額外注意他的非語文表達，這有助我們理解對方的情緒、態度、個人特質，甚至是內心真正的意圖。
非語文溝通發生在人們的日常，而且通常是在無意識的狀態表現或接收，因為人無法每個溝通都先刻意思考才回答。相同情境下的非語文溝通會不斷重複，以方便人們識別。在特殊狀況下也會出現語文和非語文溝通不一致的狀況，例如意圖表現諷刺時，人們傾向以非語文溝通傳達「這是一個諷刺」的訊息。

## 臉部途徑

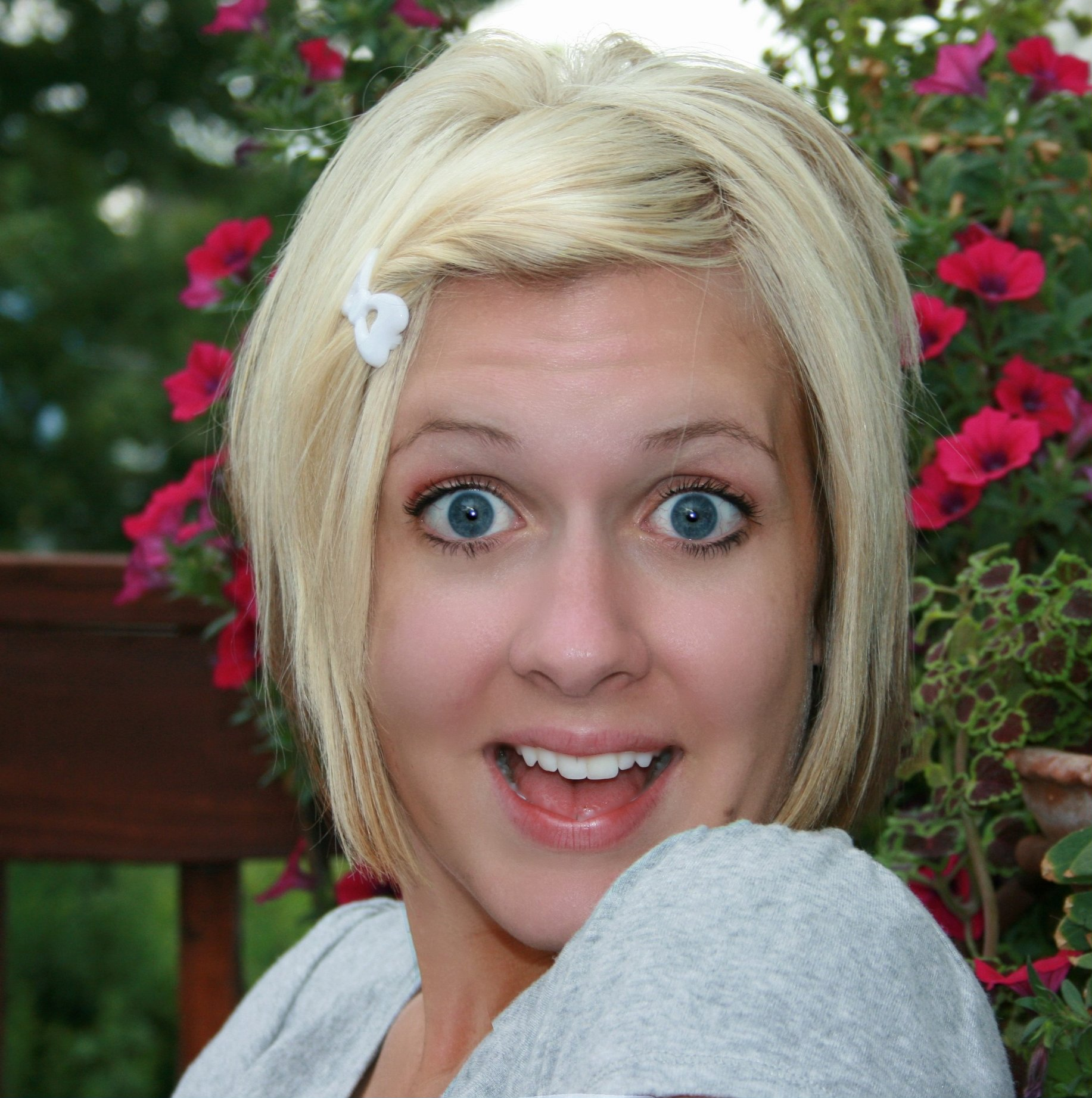
「驚喜」的臉部表情特寫。可以清楚看到照片中女孩的表情混合了驚訝與快樂的情緒。

臉部表情是人類最常用來進行非語文溝通的途徑。人們對憤怒、快樂、驚訝、恐懼、嫌惡和悲傷等主要情緒有既定的臉部表情，例如憤怒時臉部會潮紅、眼睛瞇細、壓低眉毛，並瞪視某人或某物。第一個研究此現象的是生物學家查爾斯·達爾文，他在《人類和動物的情緒表達》（The Expression of the Emotions in Man and Animals）中，認為人類臉部表達的情緒有共通性，每個地方的人用來表現某一情緒的臉部動作是相同的，而所有人也都能正確解讀它們。達爾文認為這是受「物種特性」影響，人類會記取遠古對求生有效的表情，這可以幫助物種維持繁衍生存。這在上述6種情緒中特別明顯，無論生長於歐美社會還是新幾內亞的原始部落，對同一情緒都有相同的反應。
然而，文化有時也會影響人們的非語文溝通。在臉部表情上，文化會影響人何時和如何表達情緒。這是因為每個文化都有其表達規則，規定人們該在什麼場合下露出什麼表情。例如西方人普遍對東方人有「難以解讀他們的情緒」的刻板印象，這是因為東方社會相對拘謹、不鼓勵人們（特別是女性）表現自我，所以東方人的臉部表情較西方人少，也相對不像西方人那樣容易被解讀情緒。
解讀一個人的情緒並不容易，因為這些非語文溝通的「特徵」有時並不明顯，甚至會兩種特徵同時出現，成為一種混合的情緒。用文字形容就是「驚喜」（包含驚訝和快樂）、「怨怒」（怨恨和憤怒）、「妒羨」（嫉妒和羨慕）等。人類做出某種表情的速度極快，通常只要1秒的幾分之一就能做完一個表情。當一個表情持續得越久（0.4秒以上），那這個表情就越容易被旁人解讀和詮釋。

## 其它途徑
除了臉部途徑外，「眼神」和「肢體動作」也是人們常用的非語文溝通方式。一個人傳遞訊息時眼神的接觸、凝視或不凝視可以傳遞出這個人的內在情緒，例如一個人說話卻不直視對方，會被認為是在說謊。同樣地，肢體動作也會傳遞出人們的情緒、性格特質和態度。內向的人和外向的人在肢體動作上的差異尤其明顯，外向的人動作較大，音調和語氣也會比較宏亮。某些肢體動作甚至會成為標記（Emblems），融入大眾文化中。這些標記有其地域性，某地的標記，在另一地不見得適用。例如在美國，拇指和食指彎成圓圈，表示「沒有問題」。但在其它文化裡，這樣的手勢可能表示金錢或其它意涵。

## 多重途徑研究
人的日常生活由頻繁的社會互動所構成，因此時時刻刻需要發出或接收非語文溝通。這些非語文溝通由多種途徑所構成，例如要判讀一個人的行為或情緒，需要同時判斷他的臉部表情、肢體動作、眼神、語氣和音調等。如果其中一項無法判讀，人們傾向以另一項替代。
利用非語文訊息敏感度量表（Profile of Nonverbal Sensitivity）或社會解讀實驗（Social Interpretation Task, SIT）可以實驗人們判讀多重途徑的非語文溝通能力。在實驗後，社會心理學家發現人們在溝通時會自然表現豐富的非語文訊息，即使他們內心並不這麼想。判讀的管道越多元，例如可以同時藉由某人的語氣、眼神和臉部狀況判斷他是否在難過時，會越有助於他人正確解讀。每個人在判讀非語文溝通上的的能力並非相同，外向的人通常更擅於判讀非語文訊息。
多重途徑研究也可用於分析人們拆穿謊言的成功率。一般來說，說謊的人會試圖控制所有溝通媒介以取信他人，包括語文和非語文溝通在內，因此高明的謊言是很難被拆穿的。人們認真拆穿謊言的成功率雖然比亂猜高，但因為人普遍會事先假設別人說的是實話，所以成功率仍然沒有高到哪去。即使事前已被告知對方在說謊，人也很難找出對方的真正意圖，也就是謊言背後的真相。這是因為說謊的人會努力控制臉部表情，使人們受到蒙蔽，而導致判斷錯誤。若要避免落入陷阱，從對方的語氣和肢體動作來判讀不失為一個方法，因為這兩項媒介比較難以控制。

## 性別差異
普遍來說，女性無論在判讀或傳達非語文溝通上都比男性來得優秀。而這個情況只建立在對方說實話的假設上，如果對方說謊，則男性判讀非語文溝通要比女性來得熟練。這是因為不同性別判讀的媒介不同，女性傾向從對方的臉部表情來判讀，男性則會藉其它媒介來判斷。社會心理學家貝拉·德保羅（Bella M. DePaulo）和羅伯特·羅森塔爾認為，這是因為女性比男性來得客氣，因此即使她們發現對方在說謊，她們也會選擇忽略這些訊息，而只看對方的臉部表情。
這樣的見解符合性別角色理論。由於社會對不同性別的期望不同，所交代的任務也不同，進而產生不同的思維和處世模式。如果社會期望女性應從事家務、不應獲得較多的政治或公共權力，那女性會傾向學習更多包容、禮貌和客氣。在壓抑女性越深的文化中，這種傾向就越為明顯，在壓抑文化中成長的女性，會比那些在較開放文化中成長的女性來得有禮貌和客氣。